# Zdeněk Galuška
Zdeněk Galuška (11. července 1913 Uherský Ostroh – 13. února 1999 Uherské Hradiště) byl moravský spisovatel, malíř a ilustrátor, lidový vypravěč a písmák, autor populárních soudniček, které se vyznačují osobitým humorem a jsou psány v původním slováckém nářečí.  

## Život
Narodil se manželům Antonínu a Emilii Galuškovým v Uherském Ostrohu jako prostřední ze tří dětí. Od dětství projevoval zájem o hudbu a malování, od mládí  vystupoval v ochotnickém souboru. Když mu bylo šestnáct, zemřel jeho otec na tuberkulózu a Zdeněk zdědil holičství, v němž pracoval a slýchával příběhy o soudních kauzách zákazníků, které se později staly základem jeho tvorby. Začal psát každý týden soudničky, z nichž první vyšla v roce 1930 v Moravských novinách. Ve 30. letech pracoval také jako výtvarník v Uherském Hradišti, kde kreslil pro družstvo SLUM (Slovácké lidové umění moravské) regionální figurky a ornamenty, maloval plakáty, divadelní dekorace, pozvánky a navrhoval kostýmy pro ochotníky. Působil též jako vedoucí Úřadovny pro domácí práce v Uherském Hradišti. 
Po roce 1935 v Brně externě navštěvoval Školu uměleckých řemesel (ŠUŘ), kterou absolvoval až za války v roce 1942. Za okupace byl také totálně nasazen v Berlíně. V roce 1945 se přestěhoval do Brna, kde se oženil s Vlastou Fornůskovou (19. října 1920 – 24. listopadu 1999). Od roku 1951 v Brně pracoval v družstvu Moravská ústředna. V Brně se spřátelil se spisovatelem Jaromírem Tomečkem, který mu zprostředkoval spolupráci s tiskem, rozhlasem a později také televizí. V 50. letech zahájil spolupráci se souborem Pod slováckým nebem, v 60. letech vystupoval s legendární Strouhalovou sedmičkou. Na estrádách, s nimiž jezdil po českém a moravském venkově, se představoval jako lidový vypravěč historek ze Slovácka, vyprávění vysílal Československý rozhlas a byla vydávána i na gramofonových deskách.
Většinu svého života strávil v Brně, až na jeho sklonku se vrátil zpět na rodné Slovácko. Zemřel 13. února 1999 v nemocnici v Uherském Hradišti. Pochován je na hřbitově v Uherském Ostrohu.
V roce 1985 obdržel titul zasloužilý umělec, v roce 1994 čestné občanství Brna a v roce 1996 Uherského Ostrohu.  
Na jaře 2024 město Uherský Ostroh vyhlásilo veřejnou sbírku na sochu tohoto významného rodáka. Socha, která má podobu lavičky se sedící bronzovou postavou Galušky a jejímž autorem je Miloš Karásek, byla odhalena naproti ostrožskému zámku během Ostrožských hodů s právem v říjnu 2024. Má také pamětní desku na nádvoří zdejšího zámku. 

## Dílo
V roce 1947 vyšla v Brně první Galuškova kniha humoristických povídek pod názvem Slovácko sa súdí (další vydání v letech 1948, 1969 a 1974). Podkladem mu byly autentické příběhy rázovitých postav slováckého venkova. Knihu si sám ilustroval. Další kniha Slovácko sa nesúdí vyšla až v roce 1972. Obě knihy jsou zajímavé a půvabné nejen svým osobitým a vkusným lidovým humorem, ale také svým nezvyklým jazykem, neboť jsou psány v původním slováckém nářečí.
Obě knihy později zpopularizovaly dvě řady (z let 1975 a 1984) stejnojmenného televizního seriálu Slovácko sa nesúdí režiséra Petra Tučka, v němž hlavní roli stařečka Pagáče ztvárnil slovenský herec Jozef Kroner, kterému zdatně sekundoval Oldřich Velen. 
V roce 1977 byl zveřejněn výbor povídek Stařeček Pagáč vyprávjajú, který se pod názvem Slovácko sa súdí aj nesúdí dočkal ještě několika vydání. V roce 1991 Galuška publikoval 52 slováckých písní ve sborníku Moravské a slovácké pěsničky, které doprovodil humorným povídáním a ornamenty. Chystanou knihu Od kolébky po fajku už nedokončil.

## Názvy povídek

### Slovácko sa súdí
- Host do domu – čagan do ruky
- Kačena za třicet tisíc
- Nascípaný chlap je enom na zlobení
- Aj kameň nekdy změkne
- Pane súcí, já su v tem nevinně
- Tragédyja Škrk do rži
- Co udělali cvrčci
- Takú přitrúblú Kaču dostaneš aj z gruntem!
- Recept Tomáša Futra
- Martine, že nezíš skokana?
- Hřebík v patě
- Střešně sa začaly zapalovat
- Zahřmělo nad Antonínkem
- Mikuláš před súdem!?
- Obušek „Orlího drápu“
- Púťové tajemství v itrnici
- To bych si liščíl eště jednú
- Ale co poledačem, osobko!
- Tati, pote dom – on by vás zabíl!
- Líná huba – hotové trápení, pilná – tři dni podminečně
- Juro, pučijú ti parohy
- Svrbí mňa nos
- Čím vaši maměnka tlučú mak – dyž trdlo sedí v hospodě?
- Matúšovo oko
- Dvá kohúti
- Špatná zabijačka
- Co kdysi s chuťú lúbali, to eště z věčí chuťú liskali
- To býl ale oharek!
- Ukrojte ně teho za dvě koruny!
- Ferda Rašpla
- Hajný Srnec

### Slovácko sa nesúdí
- Poslední súd
- Divočák
- Chrústi
- Masť na zloděje
- Medvěď
- Súsedé
- Udržujte požár!
- Hlt za tři grajcary
- Šlahačka
- Divočák Jura Knutel
- Janek Vyskoč – kozí vrah
- Herodes – to býl král!
- O zelenéj krvi
- Zabijačka
- Starosta Froliš Mrňús
- Dochtorská knížka
- Tož – na zdraví
- Odplata
- Hospocký Vincek Kudla
- Stařeček válčijú
- Hurá na bacíle!
- Svajba
- Poslední vůla